# قلعه میرزاسلیمان
قلعه میرزاسلیمان یکی از روستاهای شهرستان شاهرود در استان سمنان ایران است.
این روستا در دهستان خرقان در بخش بسطام جای دارد. جمعیت روستای قلعه میرزاسلیمان بر پایه نتایج سرشماری سال ۱۳۸۵ برابر با ۴۱۵ نفر (۹۸ خانوار) بوده‌است.